# Santa Maria (Timóteo)
Santa Maria é um bairro do município brasileiro de Timóteo, no interior do estado de Minas Gerais. Localiza-se no distrito-sede, estando situado na Regional Nordeste. Segundo o censo demográfico de 2022, realizado pelo Instituto Brasileiro de Geografia e Estatística (IBGE), sua população era de 4 591 habitantes e havia 1 665 domicílios particulares permanentes ocupados.
De acordo com o IBGE, em 2010 a população era de 2 481 habitantes e havia 814 domicílios particulares. A área e a população incluem o bairro vizinho Eldorado, que é identificado pela prefeitura, porém não consta como um bairro independente pelo censo demográfico do IBGE de 2010.

## História e descrição
O surgimento do Santa Maria está relacionado à expansão da antiga vila operária da Acesita (atual Aperam South America), para atender aos trabalhadores da empresa, instalada em Timóteo na década de 1940. A localidade também sediava uma olaria que servia ao núcleo industrial. O bairro se consolidou na década de 1970 e a execução do calçamento e urbanização foi realizada pela administração municipal antes de 1981. Com o passar do tempo se tornou um bairro elitizado.
Neste bairro está localizado o Cemitério Jardim da Saudade, que é o maior cemitério da cidade. Também é onde está situada a Área de Lazer Joaquim Augusto, que sedia as atividades do grupo de escoteiros local.

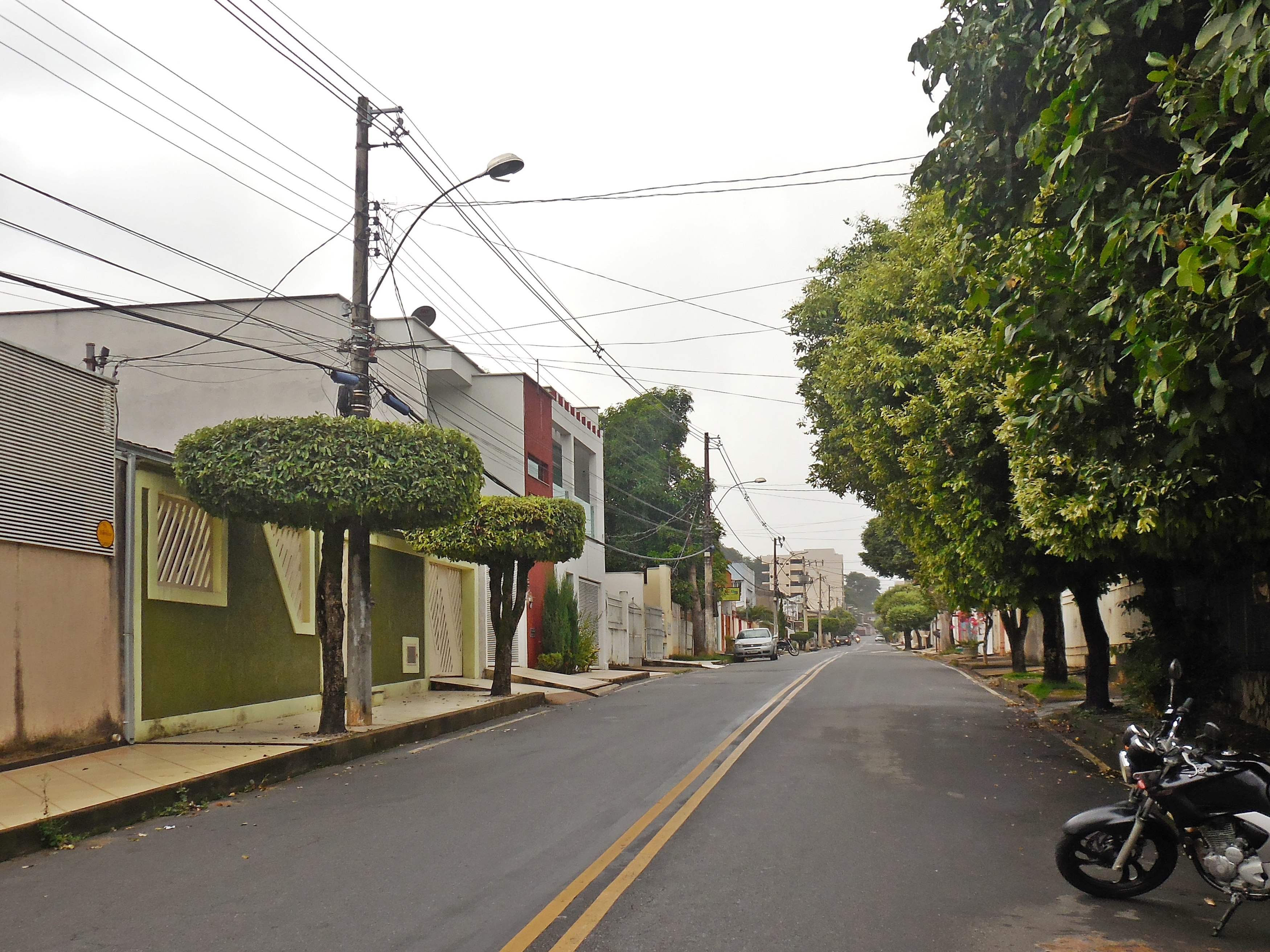
Rua 131
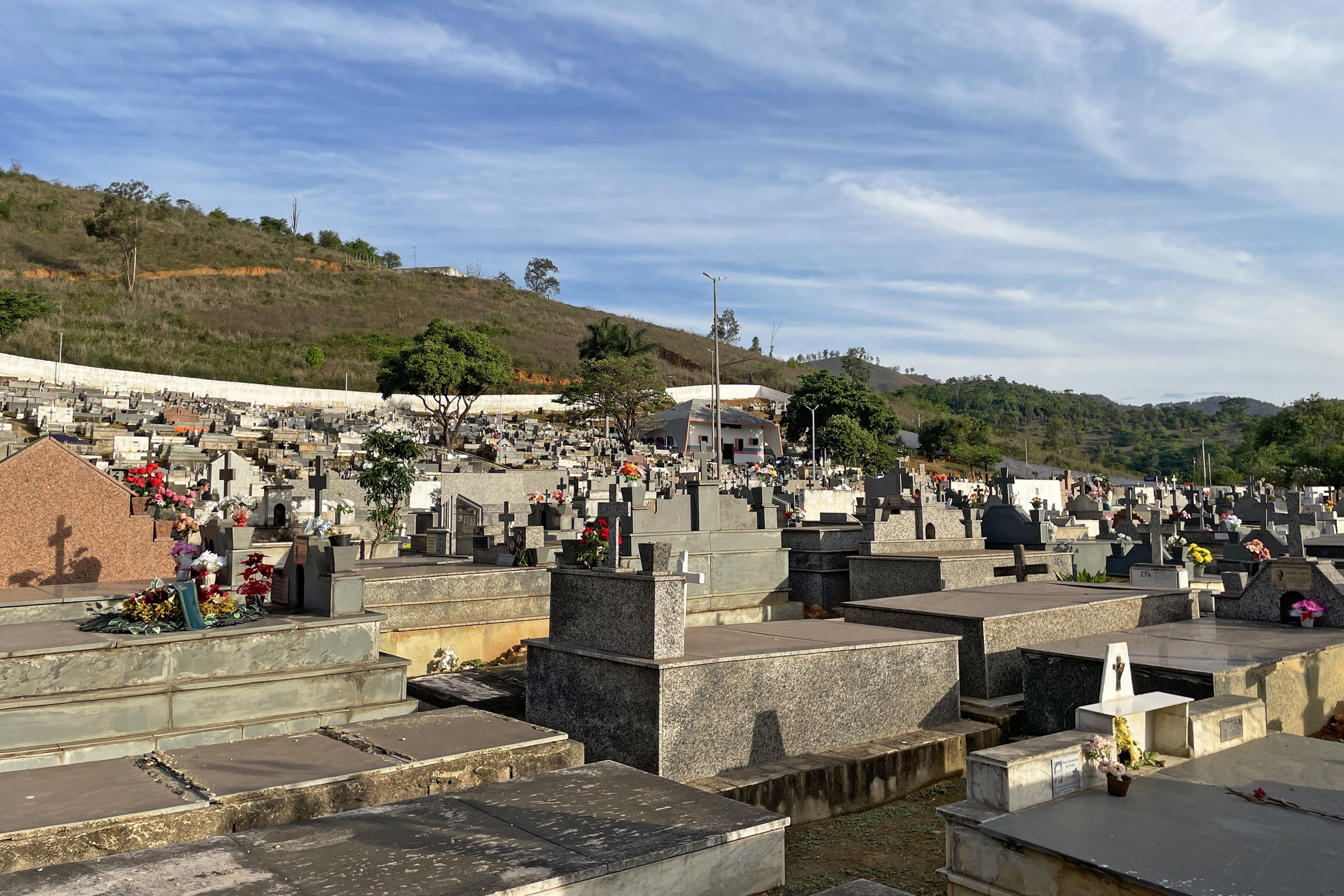
Interior do Cemitério Jardim da Saudade